# Вязенский сельский совет (Путивльский район)
Вязёнский сельский совет (укр. В'язенська сільська рада) — входит в состав Путивльского района Сумской области Украины.
Административный центр сельского совета находится в селе Вязёнка.

## Населённые пункты совета
- с. Вязёнка;
- с. Вегеровка;
- с. Вятка;
- с. Котовка;
- с. Окоп;
- с. Роща;
- с. Ховзовка.